# Kościół św. Maksymiliana Kolbego w Giżycku
Kościół Świętego Maksymiliana Kolbego w Giżycku – rzymskokatolicki kościół parafialny należący do parafii pod tym samym wezwaniem (dekanat Giżycko – św. Szczepana Męczennika diecezji ełckiej).
Jest to świątynia wzniesiona w latach 1984–1986, poświęcił ją w dniu 17 września 1986 roku ksiądz biskup Edmund Piszcz, ordynariusz warmiński.
Budowla jest murowana, otynkowana, pokryta blachą ocynkowaną, jednonawowa. Posadzka w świątyni jest marmurowa. W prezbiterium znajdują się: tabernakulum z glorią i krzyż, na ścianie bocznej zawieszony jest obraz Jezusa Miłosiernego. Ołtarz soborowy (w nim są umieszczone relikwie św. Fortunata i św. Wawrzyńca), ambona, chrzcielnica zostały wykonane z marmuru. Siedzenia dla służby liturgicznej. Kościół posiada dwa ołtarze boczne: W jednym znajduje się obraz Matki Boskiej Nieustającej Pomocy i figurka Matki Boskiej Fatimskiej, w drugim ołtarzu jest umieszczony obraz św. Maksymiliana Marii Kolbego, w mensie znajdują się relikwie tego świętego. Stacje Drogi Krzyżowej został wykonane z drewna. Na chórze są umieszczone organy o 18 głosach. Na wieży znajdują się trzy dzwony z napędem elektrycznym. W kościele dolnym znajdują się pomieszczenia: salka katechetyczna, kaplica pogrzebowa, pomieszczenia Caritas. W 2007 roku zostało przebudowane prezbiterium z całkowitą wymianą wyposażenia, a także świątynia została wymalowana wewnątrz na biały kolor.